# La regina dei mille anni
La regina dei 1000 anni (新竹取物語 1000年女王?, Shin taketori monogatari: sennen joō, lett. "La nuova storia di un tagliabambù: la regina dai mille anni") è un manga di fantascienza creato nel 1980 da Leiji Matsumoto, dal quale nel 1981 è stato tratto un anime televisivo. La serie, intitolata La regina dei mille anni nell'edizione italiana, si compone di 42 episodi prodotti dalla Toei Animation per la Fuji TV.
Il titolo originale fa riferimento al Taketori monogatari (竹取物語? "storia di un tagliabambù"), anche noto come Kaguya-hime no monogatari (かぐや姫の物語? "storia della principessa Kaguya"), una favola del X secolo considerata il più antico esempio di narrativa giapponese, dove si narra di una bellissima bambina che due anziani coniugi trovano e adottano e che in realtà è la principessa della Luna.
Il manga non è diviso in episodi, poiché ne venne originariamente pubblicata una pagina al giorno sul quotidiano Sankei Shinbun, per un totale di 1000 pagine. Questa particolarità ha come conseguenza che quasi in ogni pagina succede qualcosa di nuovo, il che dà alla narrazione un ritmo molto teso e vivace, e rende la storia densissima di avvenimenti.

## Trama

Kira Tesawa (Yukino Yayoi)

Tori (in originale Hajime), un ragazzo di 14 anni, dopo aver perso i genitori in una misteriosa esplosione va a vivere con suo zio, il professor Amamori, direttore dell'osservatorio astronomico di Tsukuba. All'osservatorio Tori conosce l'assistente dello zio, Kira Tesawa (in originale Yukino Yayoi), una strana e bellissima ragazza della quale diventa subito amico. Da loro apprende un terribile segreto: un enorme pianeta (Lamethal) è in rotta di collisione con la Terra, e lo scontro è previsto per il giorno 9 settembre 1999, alle ore 9, 9 minuti e 9 secondi.
A quel punto entra in gioco la misteriosa "Regina dei 1000 anni" e la sua potente organizzazione, comandata dal capitano Sakura, che sembra voglia aiutare i terrestri a salvare il loro pianeta. Ma ci sono anche gli altrettanto misteriosi "Pirati dei 1000 anni" il cui scopo è invece combattere la Regina e fare fallire i suoi piani. Con l'evolversi della storia si capisce che Kira è in realtà la Regina dei Mille anni ed è la figlia della regina sacra del pianeta Lamethal, una sovrana dura e spietata che grazie alla sua tecnologia potrà sopravvivere allo scontro tra i pianeti e vuole trasportare i terrestri nel suo gelido pianeta meccanico per trasformarli in schiavi. Il misterioso Capo dei Pirati si scopre essere in realtà Selene, la sorella maggiore di Kira, che si era ribellata ai piani della madre e si era rifugiata sulla Terra, intenta a fermare Kira in quanto suppone che intenda seguire i piani della madre ai danni dei terrestri. Tra intrighi politici e invasioni aliene, Tori, Kira e Amamori dovranno cercare di capire quale sia la strada giusta per salvare l'umanità che sembra ormai condannata. Alla fine sarà Kira che, per amore di Tori, si sacrificherà per salvare entrambi i popoli dei due pianeti.

## Media

### Serie anime
In Italia la serie televisiva è stata trasmessa su Rete 4 e poi su Canale 5 nel 1982. Gli episodi trasmessi in Italia sono stati 41 dei 42 episodi originali esistenti, manca infatti all'appello l'episodio 20 che è però soltanto una puntata riassuntiva.

#### Episodi
| Nº | Titolo italiano Giapponese 「Kanji」 - Rōmaji                                                 | In onda           | In onda |
| Nº | Titolo italiano Giapponese 「Kanji」 - Rōmaji                                                 | Giapponese        |         |
| 1  | Incontro meraviglioso 「1999年9月9日零時9分9秒」 - 1999 nen 9 gatsu 9 nichi reiji 9 fun 9 byō | 16 aprile 1981    |         |
| 2  | Tori resta solo 「始よ広い宇宙を見ろ」 - shi yo hiroi uchū wo miro                            | 23 aprile 1981    |         |
| 3  | Nove meteoriti 「千年盗賊の陰謀」 - sennen tōzoku no inbō                                     | 30 aprile 1981    |         |
| 4  | Il furto dei meteoriti 「消えた隕石」 - kie ta inseki                                         | 7 maggio 1981     |         |
| 5  | Una frase misteriosa 「帰ってきた弥生」 - kaette kita yayoi                                   | 14 maggio 1981    |         |
| 6  | Città sotterranea 「地底の大団地」 - chitei no dai danchi                                     | 21 maggio 1981    |         |
| 7  | Passaggio segreto 「地下基地への招待」 - chikakichi heno shōtai                               | 28 maggio 1981    |         |
| 8  | Conversione di energia 「危機を呼ぶ地下爆発！」 - kiki wo yobu chika bakuhatsu!               | 11 giugno 1981    |         |
| 9  | Il segreto della caverna 「大空洞の謎に迫れ！」 - oozora hora no nazo ni semare!              | 25 giugno 1981    |         |
| 10 | Il cimitero sacro 「聖なる基地の戦い」 - hijiri naru kichi no tatakai                         | 9 luglio 1981     |         |
| 11 | Pianeta Lamethal 「1000年盗賊は敵か味方か!?」 - 1000 nen tōzoku ha teki ka mikata ka!?        | 23 luglio 1981    |         |
| 12 | Il messaggio del telescopio 「天体望遠鏡の秘密」 - tentaibōenkyō no himitsu                   | 30 luglio 1981    |         |
| 13 | Sospetto di tradimento 「処刑の夜明けが来る」 - shokei no yoake ga kuru                       | 13 agosto 1981    |         |
| 14 | L'identità della regina 「機械宮殿の女王」 - kikai kyūden no joō                              | 27 agosto 1981    |         |
| 15 | La verità si fa strada 「真実は夕闇の中に」 - shinjitsu ha yūyami no nakani                   | 10 settembre 1981 |         |
| 16 | Kira in pericolo 「悪魔の星ラーメタル」 - akuma no hoshi rametaru                             | 17 settembre 1981 |         |
| 17 | Un'improvvisa esplosione 「弥生が天文台を去る日」 - yayoi ga tenmondai wo saru nichi          | 24 settembre 1981 |         |
| 18 | Terremoto 「破局の前ぶれ地震」 - hakyoku no mae bure jishin                                   | 1º ottobre 1981   |         |
| 19 | L'astronave nemica 「明日への決断」 - ashita heno ketsudan                                    | 8 ottobre 1981    |         |
| 20 | La crisi globale incombe 「迫り来る地球の危機!!」 - semari kuru chikyū no kiki!!              | 15 ottobre 1981   |         |
| 21 | Il messaggero della regina 「死神ゲランの疑惑」 - shinigami geran no giwaku                   | 22 ottobre 1981   |         |
| 22 | Attacco al Q.D.I. 「影にうごめく男」 - kage niugomeku otoko                                   | 29 ottobre 1981   |         |
| 23 | Duello regale 「嵐の夜の対決」 - arashi no yoru no taiketsu                                   | 5 novembre 1981   |         |
| 24 | Ciondolo misterioso 「二つのペンダント」 - futatsu no pendanto                                | 12 novembre 1981  |         |
| 25 | Due nemici a confronto 「宿敵を結ぶ絆」 - shukuteki wo musubu kizuna                          | 19 novembre 1981  |         |
| 26 | Rivelazione 「運命の再会」 - unmei no saikai                                                  | 26 novembre 1981  |         |
| 27 | La Terra è salva! 「悪魔の星の使者」 - akuma no hoshi no shisha                               | 3 dicembre 1981   |         |
| 28 | Duello alla città nera 「反逆への旅立ち」 - hangyaku heno tabidachi                           | 10 dicembre 1981  |         |
| 29 | Kira è salva? 「黒い都の決闘」 - kuroi miyako no kettō                                        | 17 dicembre 1981  |         |
| 30 | Missili contro il pianeta maledetto 「宿命の星を撃て！」 - shukumei no hoshi wo ute!          | 24 dicembre 1981  |         |
| 31 | Fallimento del progetto Fenice 「飛べ！フェニックス」 - tobe! fenikkusu                       | 7 gennaio 1982    |         |
| 32 | Attacco da Lamethal alla terra 「地球攻撃命令」 - chikyū kōgekimeirei                         | 14 gennaio 1982   |         |
| 33 | Kira svela i suoi poteri 「1000年女王の奇跡」 - 1000(sen)-nen joō no kiseki                   | 21 gennaio 1982   |         |
| 34 | Hanno eliminato il presidente! 「夜森大介の陰謀」 - yamori daisuke no inbō                    | 28 gennaio 1982   |         |
| 35 | Esodo alla città sotterranea 「戦闘艦ふたつ星出撃!」 - sentō kan futatsu hoshide geki!        | 4 febbraio 1982   |         |
| 36 | Vulcani negli abissi 「地球壊滅の序章」 - chikyū kaimetsu no joshō                            | 11 febbraio 1982  |         |
| 37 | Scambio mortale 「絶望の海を渡れ！」 - zetsubō no umi wo watare!                              | 18 febbraio 1982  |         |
| 38 | Disperato tentativo di Selene 「大決戦前夜」 - dai kessen zenya                               | 25 febbraio 1982  |         |
| 39 | Occupazione del cimitero sacro 「明日なき勝利」 - ashita naki shōri                           | 4 marzo 1982      |         |
| 40 | Due regine a confronto 「暗黒彗星の呪い」 - ankoku suisei no noroi                            | 11 marzo 1982     |         |
| 41 | Ultime ore 「地球最後の日」 - chikyūsaigo no nichi                                            | 18 marzo 1982     |         |
| 42 | ...Era messaggera di pace e d'amore! 「1000年女王の伝説」 - sennen joō no densetsu            | 25 marzo 1982     |         |

#### Doppiaggio
| Personaggi                         | Voce giapponese | Voce italiana      |
| ---------------------------------- | --------------- | ------------------ |
| Kira Tesawa (Regina dei 1000 anni) | Keiko Han       | Margherita Sestito |
| Tori Amamori                       | Keiko Toda      | Marco Guadagno     |
| Professor Amamori                  |                 | Gino Lavagetto     |
| Padre di Tori (ep.1)               | Ichirō Nagai    | Gabriele Carrara   |
| Madre di Tori (ep.1)               |                 | Daniela Gatti      |
| Selene                             | Youko Asagami   | Valeria Perilli    |
| Capo dei "Pirati dei Mille Anni"   | Kazuyuki Sogabe | Riccardo Garrone   |
| Presidente del Q.D.I               |                 | Silvio Anselmo     |
| Mirai                              |                 | Daniela Gatti      |
| Voce narrante                      |                 | Carla Comaschi     |

#### Sigle
In occasione della prima trasmissione italiana su Rete 4 sono state utilizzate le sigle originali giapponesi
Sigla iniziale giapponese
- Cosmos Dream interpretata da Masaki Takanashi

Sigla finale giapponese
- Mahoroba Densetsu interpretata da Manami Ishikawa

Sigla iniziale e finale italiana (dalla prima replica su Canale 5)
- La regina dei mille anni, testo di Alessandra Valeri Manera, musica di Augusto Martelli, cantata da Cristina D'Avena, coro di Paola Orlandi, Orchestra di Augusto Martelli[4].

### Lungometraggio
Queen Millennia - La regina dei mille anni (1982) è un lungometraggio della durata di circa 2 ore. Il doppiaggio ha rinominato la Regina dei 1000 anni col nome originale Yayoi Yukino. Presenta alcuni elementi della serie anime, come il pianeta Lahmetal o per esempio alcuni personaggi tra cui la Regina e il giovane Amamori (che qui si chiama Hajime e non Tori). Al di là dei pochi elementi comuni, la grafica è leggermente diversa e soprattutto la storia e il suo tono sono molto diversi rispetto alla serie, persino la Tokyo mostrata cambia stile, da un'ambientazione precedente simile a quella contemporanea a una invece molto più avanzata tecnologicamente e futuristica (per esempio vengono mostrati veicoli volanti come parte delle abitudini quotidiane). Anche a livello musicale il tono risulta molto diverso, contribuendo a dare alla trama (già diversa) un tono meno teso e più drammatico, anche riguardo al comportamento e ruolo di alcuni personaggi.

### OAV
Maetel Legend - Sinfonia d'inverno (2000): OAV in due puntate.